# Moorea
Moorea je ostrov ve Francouzské Polynésii, který je součástí tzv. Návětrných ostrovů v rámci souostroví Společenských ostrovů. Je vzdálen 17 km severovýchodně od Tahiti, přičemž tyto dva ostrovy odděluje průliv, hluboký místy až 1500 m. Moorea má rozlohu 134 km² a žije na ní okolo 16 tisíc obyvatel (2007). Jeho severní pobřeží výrazně profilují dva zaříznuté zálivy Opunohu a Cookův záliv. Nejvyšším vrchem je Tohi'e'a (1207 m).
Hlavními zdroji příjmů pro Mooreu jsou turistika (jde o třetí nejnavštěvovanější ostrov Francouzské Polynésie po ostrovech Tahiti a Bora-Bora), pěstování ananasů a rybolov.
Ostrov Moorea nabízí kompletní turistické zázemí, které využívá velké množství turistů, kteří svou dovolenou tráví ve Francouzské Polynésii. Důvodů je pro to více. Mezi ty hlavní patří to, že ostrov Moorea nabízí krásnou přírodu a katalogové pláže, podobně jako známější polynéský ostrov Bora Bora, ovšem v mnohem nižších cenových relacích. Druhým důvodem je blízkost mezinárodního letiště v Papeete (let na Mooreu trvá jen cca 15 minut), proto řada turistů volí právě tento ostrov pro strávení dovolené – dostanou se sem rychle a přitom nejsou na hustě osídleném Tahiti.
Na ostrově Moorea je řada restaurací, obchodů a barů, kde lze trávit volný čas. Rovněž ubytovací možnosti zde jsou široké a zahrnují většinu cenových relací. Dostupná je také řada turistických cílů, mezi které patří např. nejvyšší vrcholy ostrova s výhledy do okolí. Všeobecně se dá pobyt na ostrově Moorea strávit mnohem aktivněji než na Bora Bora, kde jsou možnosti výletů značně omezené. I to je důvodem obliby tohoto ostrova mezi turisty.